# 貝塚爽平
貝塚 爽平（かいづか そうへい、1926年10月18日 - 1998年11月13日）は、日本の地理学者。出身は三重県桑名市（旧桑名郡桑名町）。専門は地形学・第四紀学。(旧)東京都立大学名誉教授。理学博士。位階勲等は正四位勲三等旭日中綬章。

## 経歴
- 1926年：三重県に生まれる。
- 1945年：第八高等学校理科乙類卒業。
- 1948年：東京大学理学部地理学科卒業。
- 1950年：東京大学大学院特別研究生前期修了ののち東京都立大学助手。
- 1968年：旧東京都立大学教授。
- 1990年：東京都立大学定年退職。
- 1991年～1993年：日本第四紀学会会長。

## 研究・教育
地形発達史研究や、活断層研究などが専門である。この分野に興味を持ったのは、旧制桑名中学校（現・三重県立桑名高等学校）時代に桑名駅西口から桑名中学へ至る地域に細長い丘の列があることを発見し、その成因が気になったことがきっかけである。研究者になった貝塚は自らこの謎に挑み、「桑名市西部の断層地形」の題名で地理学評論に論文を発表した。
戦後の日本における第四紀学、地形学の指導的な役割を果たした。1982年から1986年まで日本学術会議第四紀研究連絡委員会委員長を務めた。また、東京都立大学地理学教室の教授として多くの研究者を育成した。
常に笑顔を絶やさず、粘り強く研究に取り組んだ。ダイアグラムや図表の作成が得意で、晩年は水彩スケッチを嗜んだ。

## 主な著書
- 東京の自然史、紀伊国屋書店、1964年[1]
  - 東京の自然史［第二版］、紀伊国屋書店、1976年
  - 東京の自然史［増補第二版］、紀伊国屋書店、1979年（2011年、講談社学術文庫。ISBN 978-4-06-292082-7）
- 日本の地形―特質と由来、岩波新書、1977年[1]
- ホームズ一般地質学（共訳）、東京大学出版会、1983年
- 空から見る日本の地形、岩波書店、1983年
- 写真と図でみる地形学（共編）、東京大学出版会、1985年[1]
- 富士山はなぜそこにあるのか、丸善、1990年。
  - 『富士山の自然史』と解題し、講談社（講談社学術文庫）より2014年に発行。
- 新編日本の活断層（共編） 、東京大学出版会、1991年[1]
- 平野と海岸を読む、岩波書店、1992年
- 東京の地形・地質と水（編）、築地書館、1993年[1]
- 日本の自然 4 日本の平野と海岸（共著）、岩波書店、1995年
- 世界の地形（編）東京大学出版会、1997年[1]
- 地面と月面 いま何さい?（共著）、岩波書店、1997年
- 東京都 地学のガイド - 東京都の地質とそのおいたち、コロナ社、1997年
- 発達史地形学、東京大学出版会、1998年